# لیگ برتر فوتبال بحرین
لیگ برتر فوتبال بحرین (به عربی: الدوری البحرینی الممتاز) معتبرترین لیگ فوتبال در کشور بحرین است. ۱۲ باشگاه در این مسابقات حضور دارند. اولین دورهٔ این لیگ در سال ۱۹۵۶ میلادی برگزار شده‌است.
المحرق با کسب ۳۴ مقام قهرمانی پرافتخارترین تیم این مسابقات به‌شمار می‌آید. پس از این تیم، تیم الرفاع با ۱۲ عنوان قهرمانی قرار دارد.